# Owen Okundaye
Owen Okundaye (ur. 19 kwietnia 1936 w Benin City) – nigeryjski lekkoatleta, skoczek o tyczce.
Podczas igrzysk olimpijskich w Rzymie (1960) w eliminacjach nie zaliczył żadnej wysokości (opuścił 3,80 i bezskutecznie atakował 4,00) i nie awansował do finału.

## Rekordy życiowe
- Skok o tyczce – 4,267 (1960) były rekord Nigerii[1]